# Aurélien (Aragon)
Pour les articles homonymes, voir Aurélien.
Aurélien est le quatrième roman du cycle du Monde réel de Louis Aragon. Il y décrit le sentiment de l’absolu, dans la longue rêverie sentimentale d’Aurélien, l’un des sommets romanesques de son œuvre (Éditions Gallimard, 1944).

## Présentation
Aurélien est un roman ambigu et très riche donnant à voir les dérives morales et les diversions esthétiques d’un jeune bourgeois, Aurélien, qui incarne le fameux mal du siècle qu'avait connu l'écrivain pendant sa jeunesse. Aurélien dépeint une génération prise dans l'entre-deux-guerres, sans identité propre, qui se laisse aller à une trêve trop gaie pour être réelle, les fameuses années 1920 dites « folles », reconstituées ici avec leurs  figures et leurs lieux les plus marquants (Picasso en plein succès, le groupe Dada à Pigalle, la cabale contre Cocteau, les défilés mondains au Bois de Boulogne).
Aragon travaille la fêlure psychologique de son héros, rentier sans activité qui traîne son mal-être et son imaginaire morbide dans un Paris mondain où les valeurs semblent toutes dérisoires. Aurélien tombe néanmoins dans le « piège amoureux » vers lequel son entourage le pousse et il se laisse aller, malgré lui, à aimer Bérénice, une jeune provinciale qui a le goût de l'absolu. Aragon voit ses deux héros tenter de sortir de leur mal-être et s'accrocher à l'idée d'un amour qui s'avère déjà impossible. Chacun des deux protagonistes projette sur l'autre ses fantasmes et ses hantises, et comme toujours dans les romans d'Aragon, c'est  l'Histoire, avec l'ombre des deux guerres mondiales qui encadrent le roman, qui pèse sur les deux amants.
L'idée d'amour se délite au contact de la  réalité et bientôt Bérénice retourne à sa vie de province tandis qu'Aurélien s'installe définitivement dans sa vie de bourgeois qu'il trouve médiocre. Le couple ne se retrouvera que 18 ans plus tard, lors de l’exode de la Seconde Guerre mondiale. Entre Aurélien et Bérénice, la longue séparation a créé un abîme et ne fait que confirmer ce que tous deux pressentaient : leur amour n'aura été qu'une chimère. Bérénice avait le goût de l’absolu, elle a vécu selon cette exigence et a acquis  cette conscience qui lui fait dire : « Il n’y a vraiment plus rien de commun entre vous et moi, mon cher Aurélien, plus rien. »
Cet amour qui n'aura jamais été qu'un besoin d'aimer est au centre de deux parcours, celui d'Aurélien, bourgeois brisé par la guerre qui n'a pas su exister, et celui de Bérénice, qui ressemble étrangement à la femme moderne qu'avait rêvée Aragon, une femme lucide et politisée, qui a su exiger et après tout conquérir son indépendance.

## Interprétation
(octobre 2016).
- Si vous ne connaissez pas le sujet, laissez ce bandeau (vous pouvez alors contacter les auteurs).
- Si vous supprimez le contenu mis en cause (vous pouvez préalablement contacter les auteurs),

argumentez précisément cette suppression dans la page de discussion
(un manque de référence n'est pas un argument ; une recherche réelle de référence doit avoir été effectuée, être formellement documentée).

« L'impossibilité du couple est le sujet même d'Aurélien. »

— Aragon s'expliquant en 1964 à Francis Crémieux
Le sujet du livre est précisément l’impossibilité du couple. Bérénice et Aurélien sont, lors de leur rencontre, deux êtres tournés vers eux-mêmes. Aurélien est déjà brisé par la Grande Guerre qui le laisse à trente ans sans ambition et sans identité dans un univers parisien où il se sait inutile, rongé par une imagination morbide. Bérénice est cette jeune provinciale qui a fait un mariage sans amour et revit sans cesse une enfance malheureuse « dans la grande maison ». Bérénice est idéaliste et moderne. Si tous deux échouent à s'aimer réellement, Aurélien est dramatiquement voué à savourer la double défaite de sa vie, celle de sa capacité et celle de la France de 1940 qui sombre dans la défaite pendant l'épilogue : « Il savait de certitude Bérénice à jamais perdue… Que se passait-il dans cette femme muette ? Il se dit que leur histoire, cet échec si complet de l’amour, ce démenti de la vie à l’amour, et aussi cette illusion de l’amour, incompréhensible, renaissant de 18 années d’oubli progressif. Progressif, mais d’oubli. Il se disait ...Il se disait : toute la vie… toute sa vie… absurdement attendri sur lui-même… ».
Bérénice elle, a dépassé l'illusion d'un amour perdu, mieux elle a réussi à construire son identité sexuelle aussi bien que politique.
Pour Aragon, Aurélien a été un livre de prédilection. Il a écrit ce livre sur l’impossibilité du couple à une époque où Elsa voulait le quitter ; il exprime aussi ce drame passager dans le célèbre poème chanté par Georges Brassens Il n'y a pas d'amour heureux.
Au-delà de la problématique amoureuse, ce livre est important pour Aragon car il renoue en l'écrivant avec une jeunesse qu'il avait reniée depuis 1934.
Écrire Aurélien, c'est l'occasion d'évoquer sans haine, son passé surréaliste et le Paris mondain qu'il a fréquenté. Le personnage de Paul Denis, jeune poète issu d'une famille modeste qui séduit les femmes mondaines et tombe amoureux de Bérénice n'est pas sans rappeler Aragon, auteur du Paysan de Paris à vingt-deux ans.
Après moult débats, on sait (Voici le temps enfin qu'il faut que je m'explique, 1966) que le personnage d'Aurélien emprunte beaucoup à Drieu la Rochelle qui fut l'ami d'Aragon pendant les années folles avant d'incarner le visage d'une France réactionnaire que dénonce Aragon dans tous les romans du Monde réel. Par bien des aspects donc, Aurélien est l'occasion pour Aragon de poser un regard nostalgique et finalement assez  bienveillant sur une époque de sa vie qu'il avait mise à distance. Il en fait une relecture sombre de cette époque euphorique, à la lumière de la seconde guerre mondiale et des dures années de Résistance qui nourriront son roman suivant, Les Communistes.

« On a dit essentiellement que c'était moi, et c'est moi qui ai dit que c'était Drieu la Rochelle [...] Il y a un troisième facteur qui est une composante du personnage d'Aurélien, c'est qu'Aurélien, plus que tel ou tel homme, est avant tout une situation, un homme dans une certaine situation. C'était avant tout pour moi l'ancien combattant d'une génération déterminée au lendemain de l'armistice, en 1918, l'homme qui est revenu et qui ne retrouve pas sa place dans la société dans laquelle il rentre. »

— Ibidem.
Aurélien, roman d'amour, écrit dans une veine sociale et qui renoue avec le surréalisme, s'inscrit dans la démarche qui caractérise Aragon tout au long de son œuvre : fragmentation et continuité.

## Genèse du roman et éditions
- Aurélien, Paris, Gallimard, 1944, 519 p. (BNF 35087397)
- Aurélien, Paris, Le Livre de poche, 1964, no 1142-1144
- Aurélien, Œuvres romanesques croisées d'Elsa Triolet et Aragon, tomes 19-20, Paris, éditions Robert Laffont, 1966 (2e version).
- Aurélien, Paris, Gallimard/Collection Folio (no  1750), 1972, 1988 (La pagination change d'une édition à l'autre).
- Aurélien, Dossier réalisé par Michel Meyer, Paris, Gallimard/Collection Folio plus (no 8), 1996.
- Aurélien, France-Loisirs, 1999, 664 p.
- Aurélien, Œuvres romanesques complètes, t. III. Édition publiée sous la direction de Daniel Bougnoux avec, pour ce volume, la collaboration de Bernard Leuilliot, Paris, Gallimard, 2003 (Bibliothèque de la Pléiade), p. 1-541.

## Adaptation
- Aurélien, téléfilm de Michel Favart en 1978, adapté par Michel Favart et Françoise Verny, avec Philippe Nahoun (Aurélien) et Françoise Lebrun (Bérénice Morel)
- Aurélien, téléfilm d'Arnaud Sélignac en 2003, adapté par Éric-Emmanuel Schmitt, avec Olivier Sitruk (Aurélien) et Romane Bohringer (Bérénice Morel)

### Podcast
- (fr) ""Aurélien" d’Aragon : l’amour est-il toujours décevant ?", Podcast, Sans oser le demander, sur France Culture, 2023